# ISO 3166-2:RE
Die zur Kennzeichnung geografischer Einheiten dienende Liste der ISO 3166-2-Codes für  Réunion enthält ausschließlich den Code für  Réunion. Es existieren keine weiteren Unterteilungen.

Dieser Code besteht nur aus einem Teil. Dieser gibt den Code gemäß ISO 3166-1 (für  Réunion RE) wieder.
Die aktuellen Codes stehen auf der Seite der ISO unter #iso:code:3166:RE zur Verfügung.

Réunion ist auch unter dem Code FR-974 in der ISO 3166-2:FR für Frankreich aufgenommen.
Die Unterteilung Réunion in vier Arrondissements ist in dieser Norm nicht von Belang.